# برتراند بوسو
برتراند بوسو (انگلیسی: Bertrand Bossu؛ زادهٔ ۱۴ اکتبر ۱۹۸۰) بازیکن فوتبال اهل فرانسه است.
از باشگاه‌هایی که در آن بازی کرده‌است می‌توان به باشگاه فوتبال والسال، باشگاه فوتبال اولدهام اتلتیک، باشگاه فوتبال لانس، باشگاه فوتبال دارلینگتون، باشگاه فوتبال کرو آلکساندرا، باشگاه فوتبال تورکی یونایتد، باشگاه فوتبال گیلینگام، باشگاه فوتبال هارلو تاون، باشگاه فوتبال آبردین، باشگاه فوتبال بارنت، و باشگاه فوتبال آکرینگتون استنلی اشاره کرد.